# Characiformes
Ordre
Les Characiformes sont un ordre de poissons Actinoptérygiens, comprenant les characins et leurs semblables. Ils sont quelques milliers d'espèces différentes y compris les fameux piranhas et Tétras.

## Description et caractéristiques
On trouve les characins dans les lacs tropicaux et rivières de la plupart des pays d'Amérique du Sud, d'Amérique centrale, et d'Afrique centrale.
La majorité de ces poissons sont carnivores, et les plus gros ont développé des dentitions parfois impressionnantes (avec une mâchoire supérieure rarement protractile et souvent des dents pharyngales). Ils sont pourvus d'une nageoire adipeuse, d'une nageoire pelvienne, et généralement d'écailles (sauf quelques rares espèces sud-américaines), mais pas de barbillons. La ligne latérale est souvent courbée, parfois discontinue. 
À l'origine, ces poissons étaient regroupés en une seule famille, les Characidae, qu'on avait incluse dans les Cypriniformes. Désormais ils sont répartis en quelque 15 familles différentes.

## Familles
Selon FishBase (14 juillet 2014) :
- famille Acestrorhynchidae Eigenmann, 1912
- famille Alestidae Cockerell, 1910 - Tetra africain
- famille Anostomidae Günther, 1864
- famille Bryconidae Eigenmann, 1912
- famille Chalceidae Fowler, 1958
- famille Characidae Latreille, 1825 - Characin et tetra
- famille Chilodontidae Eigenmann, 1903
- famille Citharinidae Günther, 1864
- famille Crenuchidae Günther, 1864
- famille Ctenoluciidae Schultz, 1944
- famille Curimatidae Gill, 1858
- famille Cynodontidae Eigenmann, 1903
- famille Distichodontidae Günther, 1864
- famille Erythrinidae Valenciennes, 1847 - Trahira
- famille Gasteropelecidae Bleeker, 1859 - Poisson-hachette
- famille Hemiodontidae Bleeker, 1859
- famille Hepsetidae Hubbs, 1939
- famille Iguanodectidae Eigenmann, 1909
- famille Lebiasinidae Gill, 1889
- famille Parodontidae Eigenmann, 1910
- famille Prochilodontidae Eigenmann, 1909
- famille Serrasalmidae Bleeker, 1859
- famille Triportheidae Fowler, 1940

Au moins deux familles éteintes :
- Salminopsidae †
- Sorbinicharacidae †

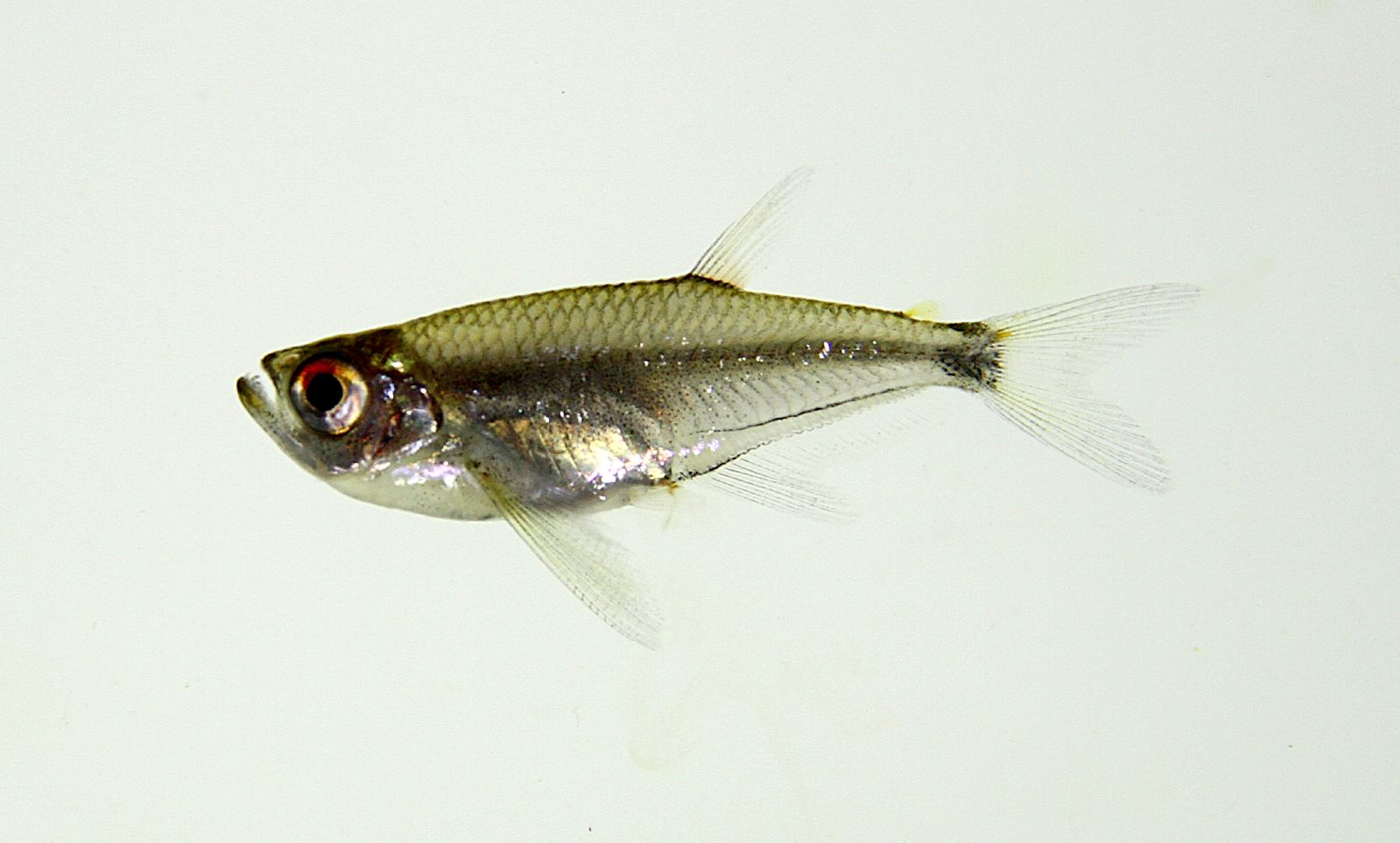
Gnathocharax steindachneri (Acestrorhynchidae)
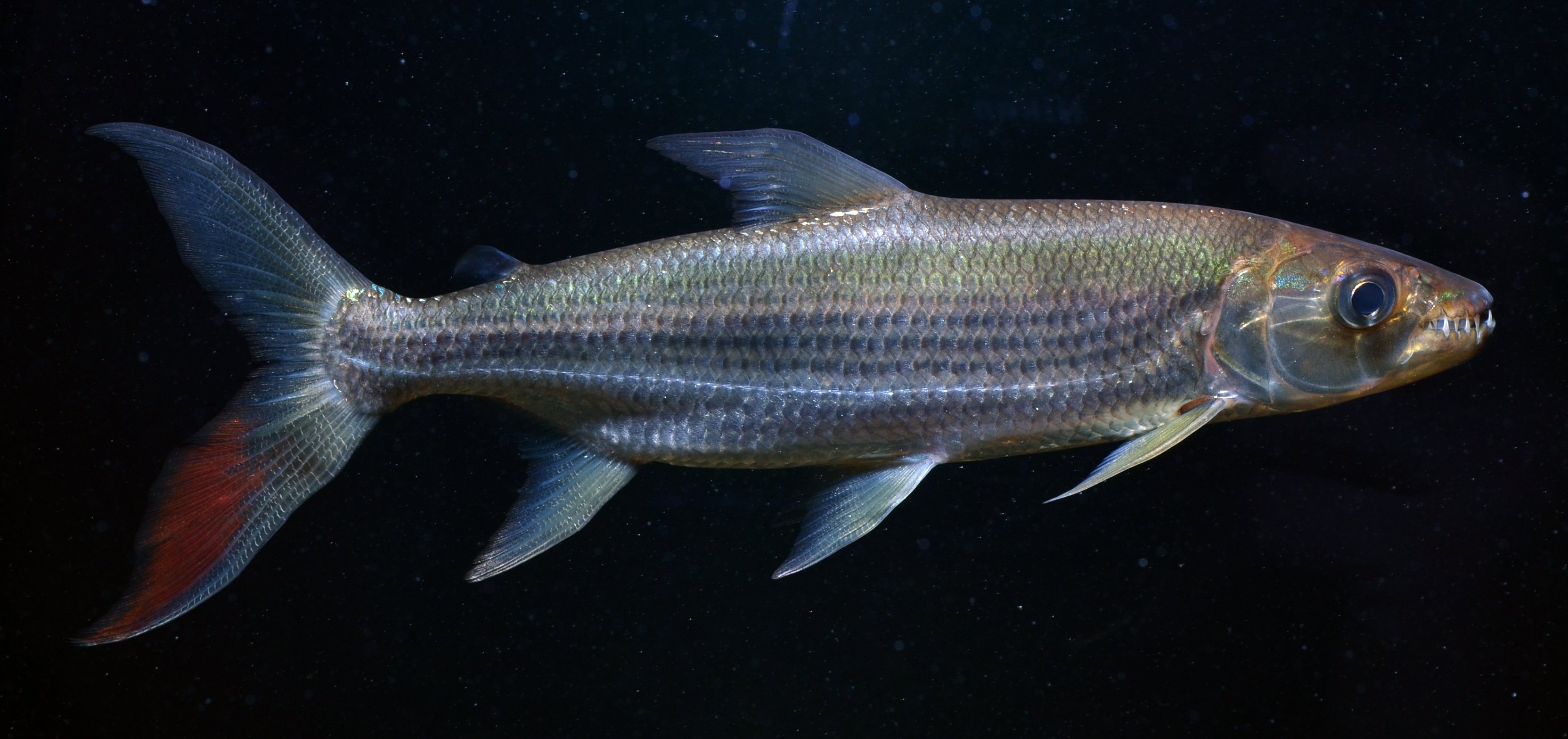
Hydrocynus goliath (Alestidae)
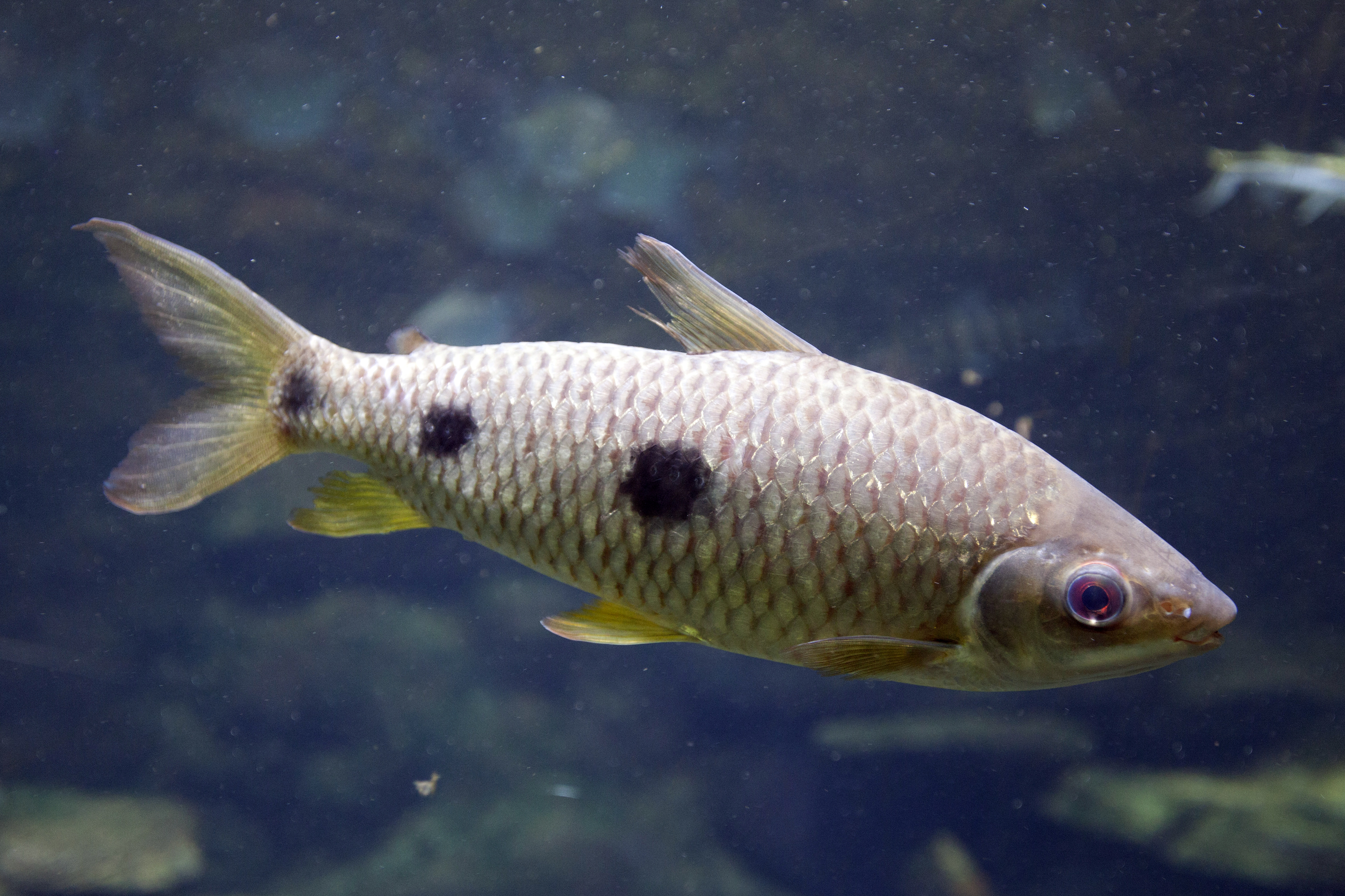
Leporinus friderici (Anostomidae)
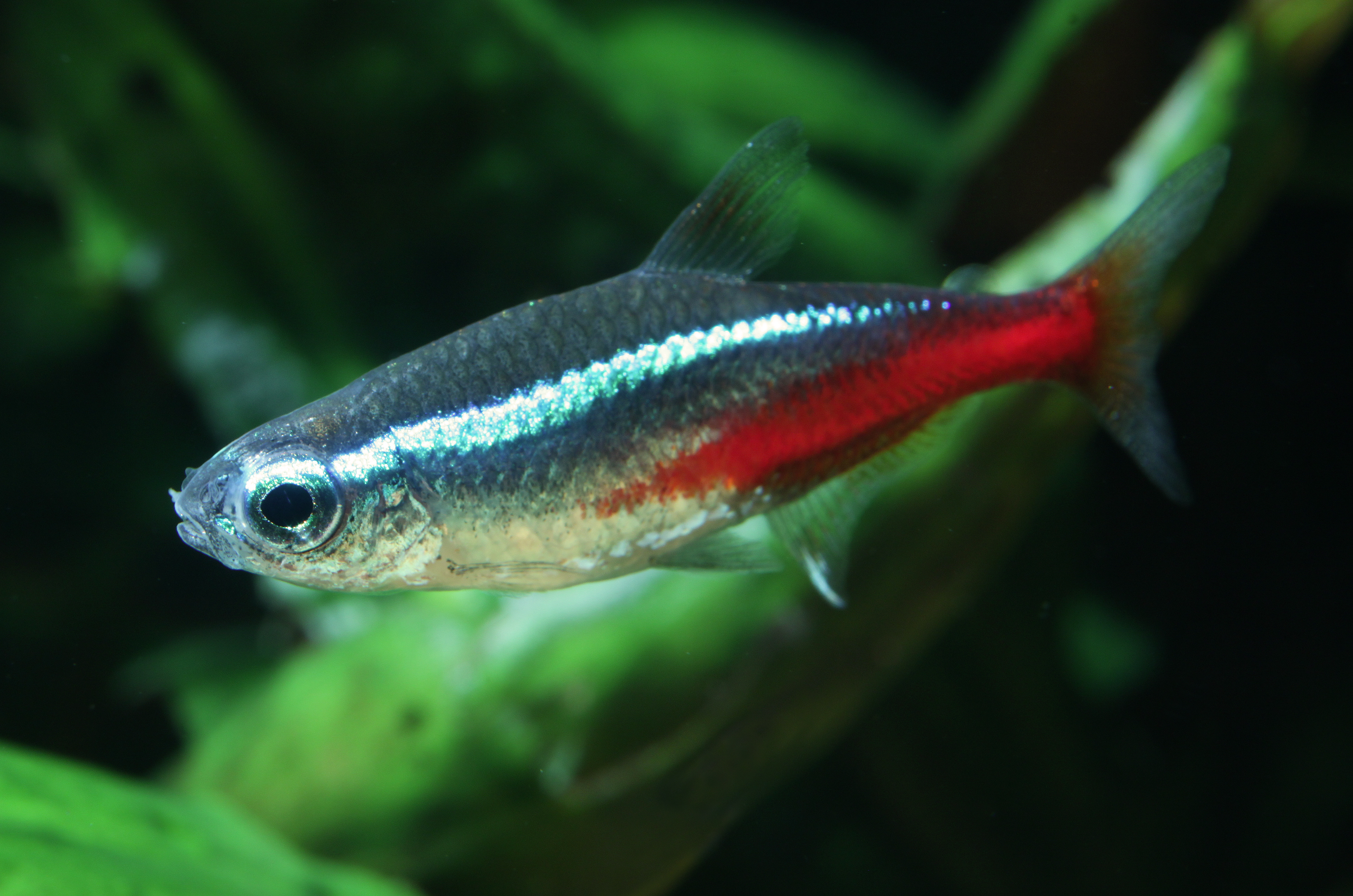
Paracheirodon innesi (Characidae)
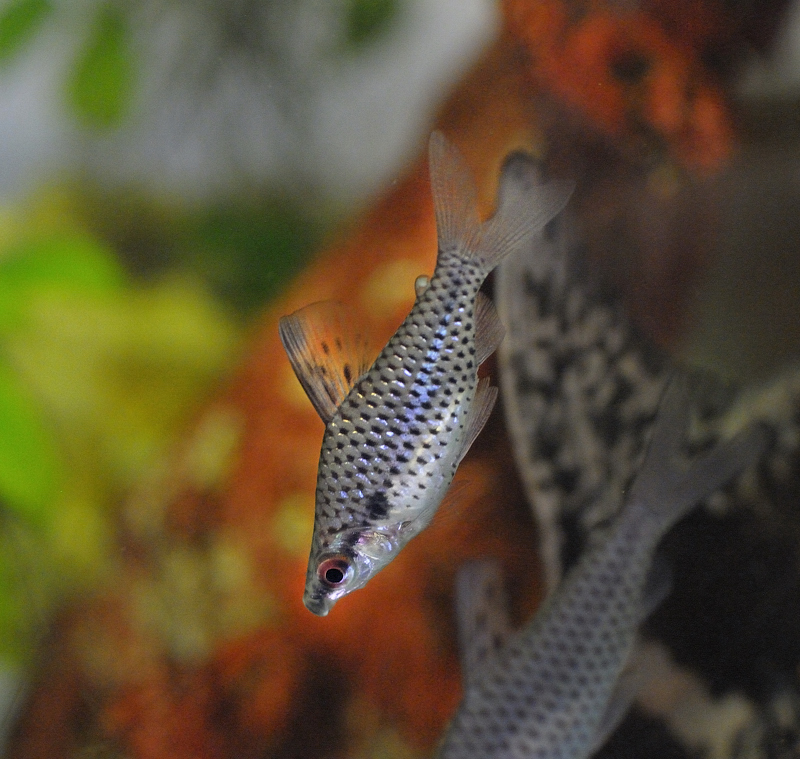
Chilodus sp. (Chilodontidae)
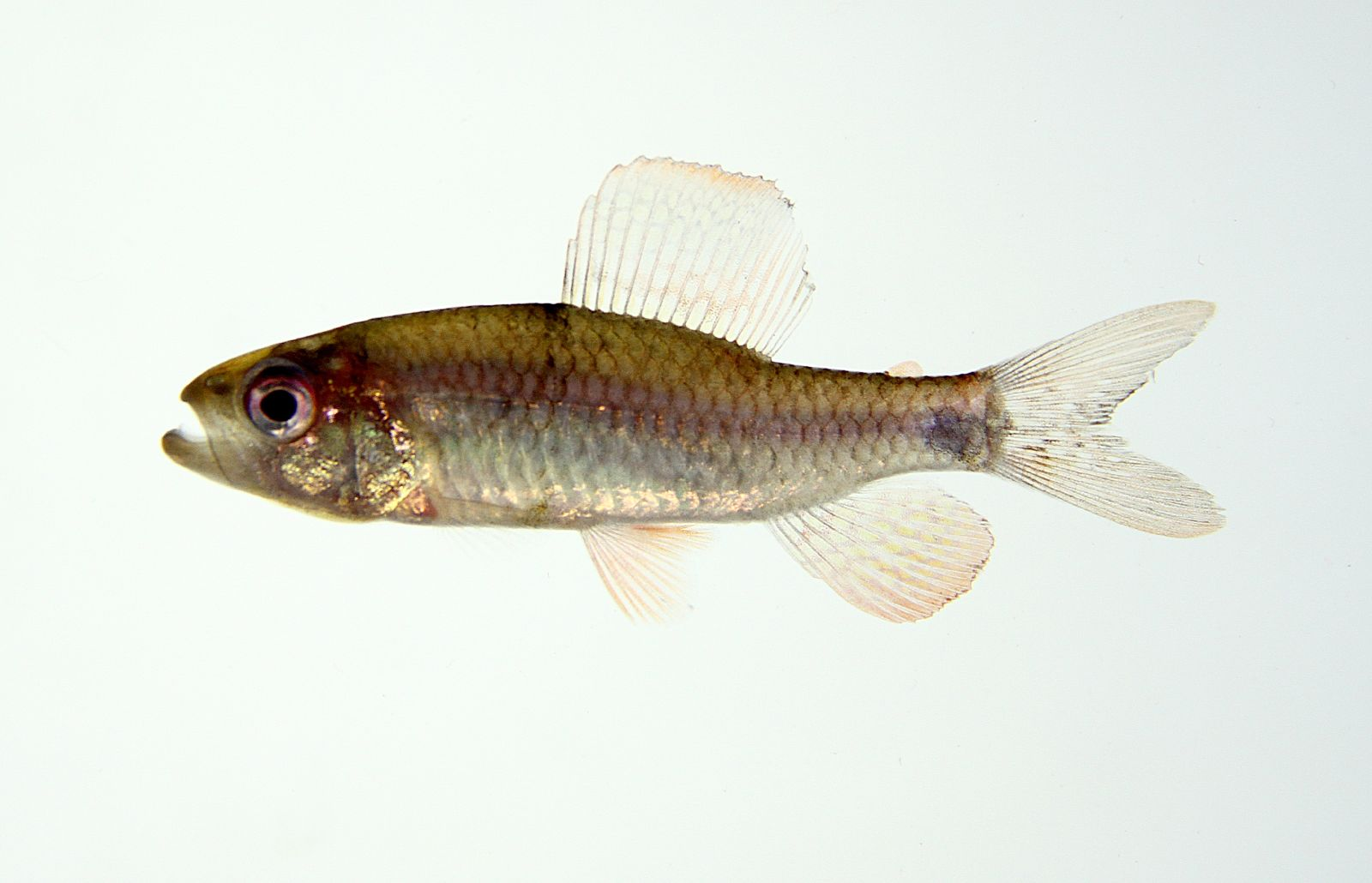
Crenuchus spilurus (Crenuchidae)
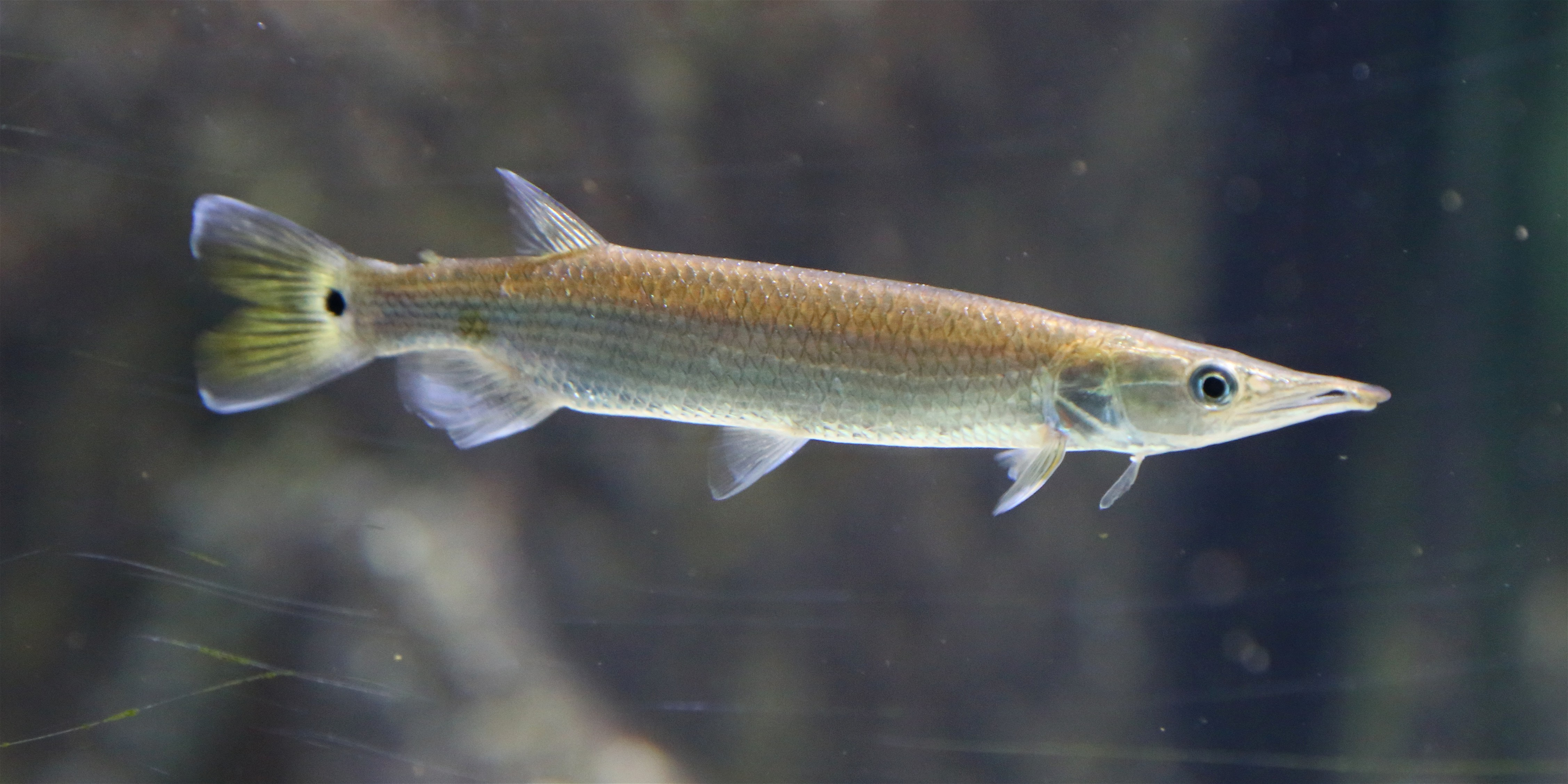
Ctenolucius hujeta (Ctenoluciidae)
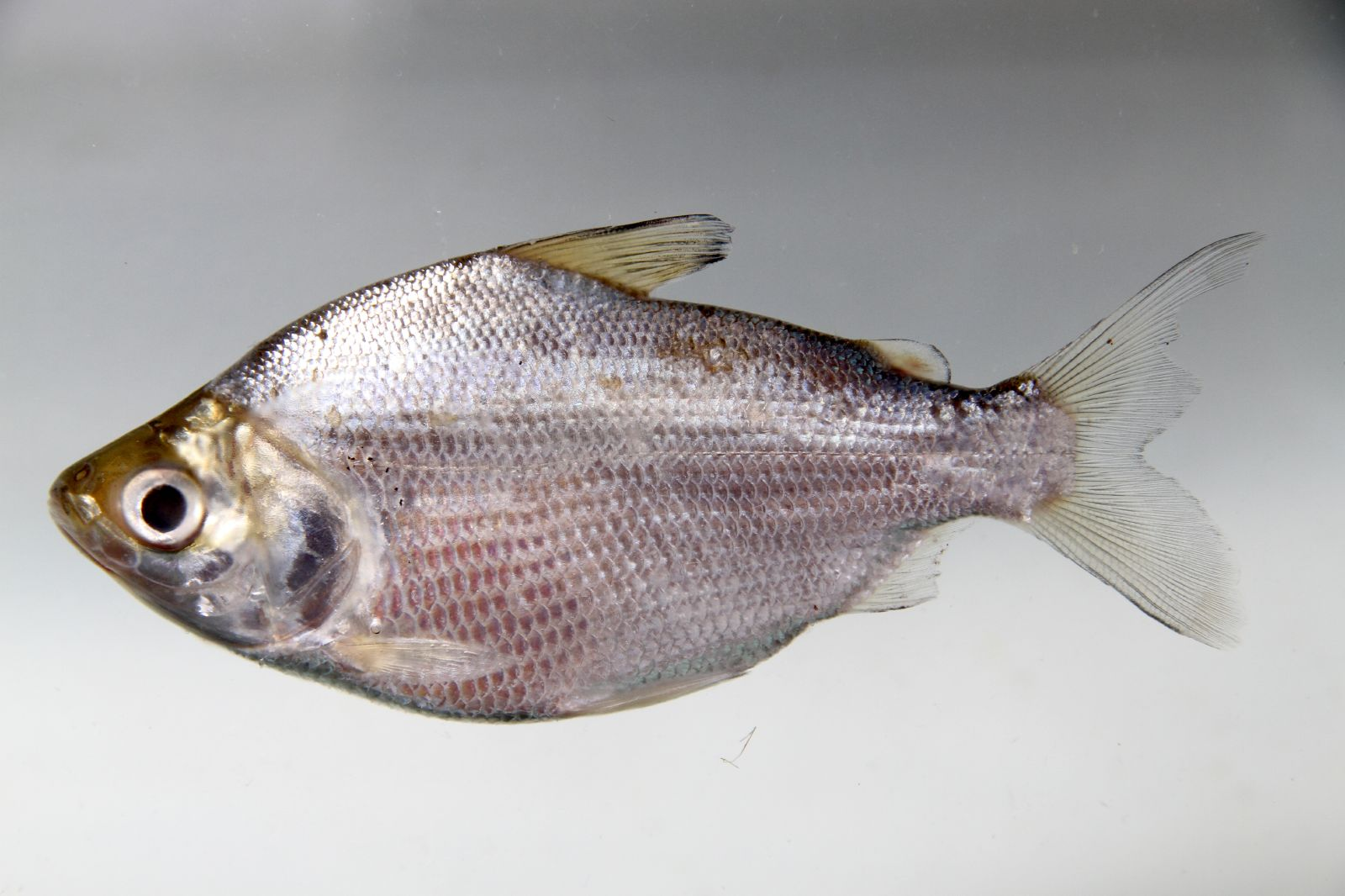
Curimata cf. cyprinoides (Curimatidae)
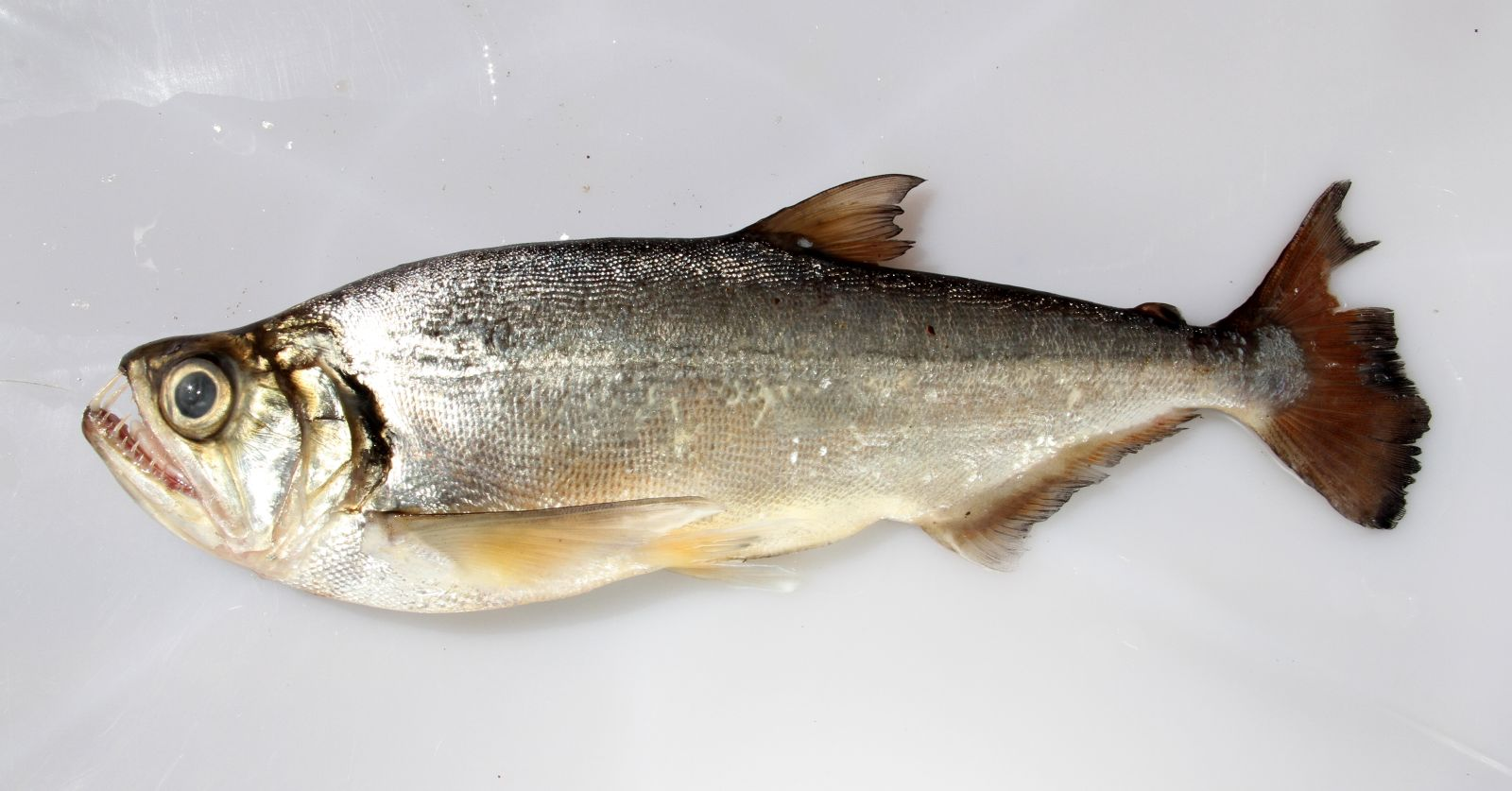
Hydrolycus tatauaia (Cynodontidae)
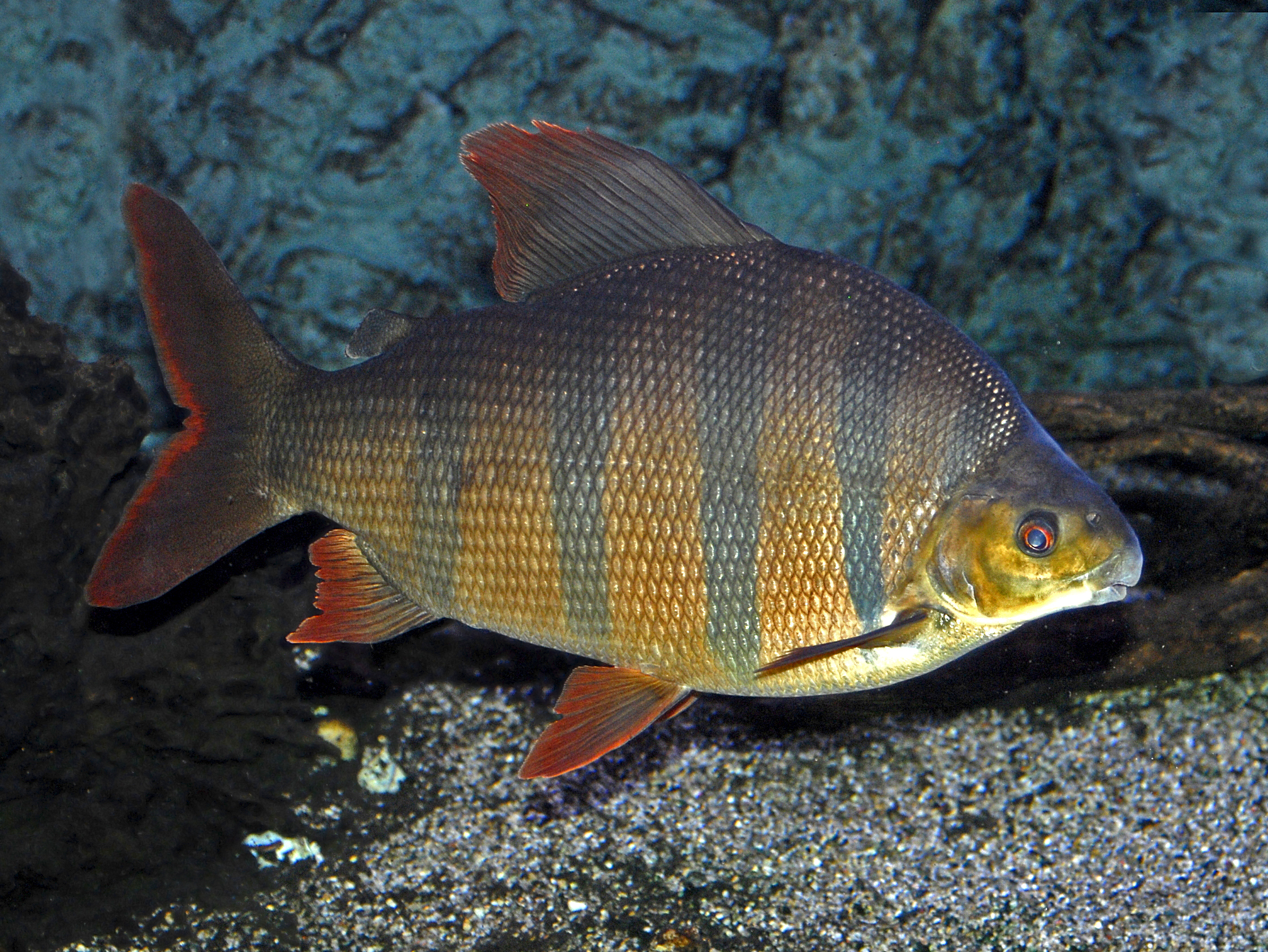
Distichodus sexfasciatus (Distichodontidae)
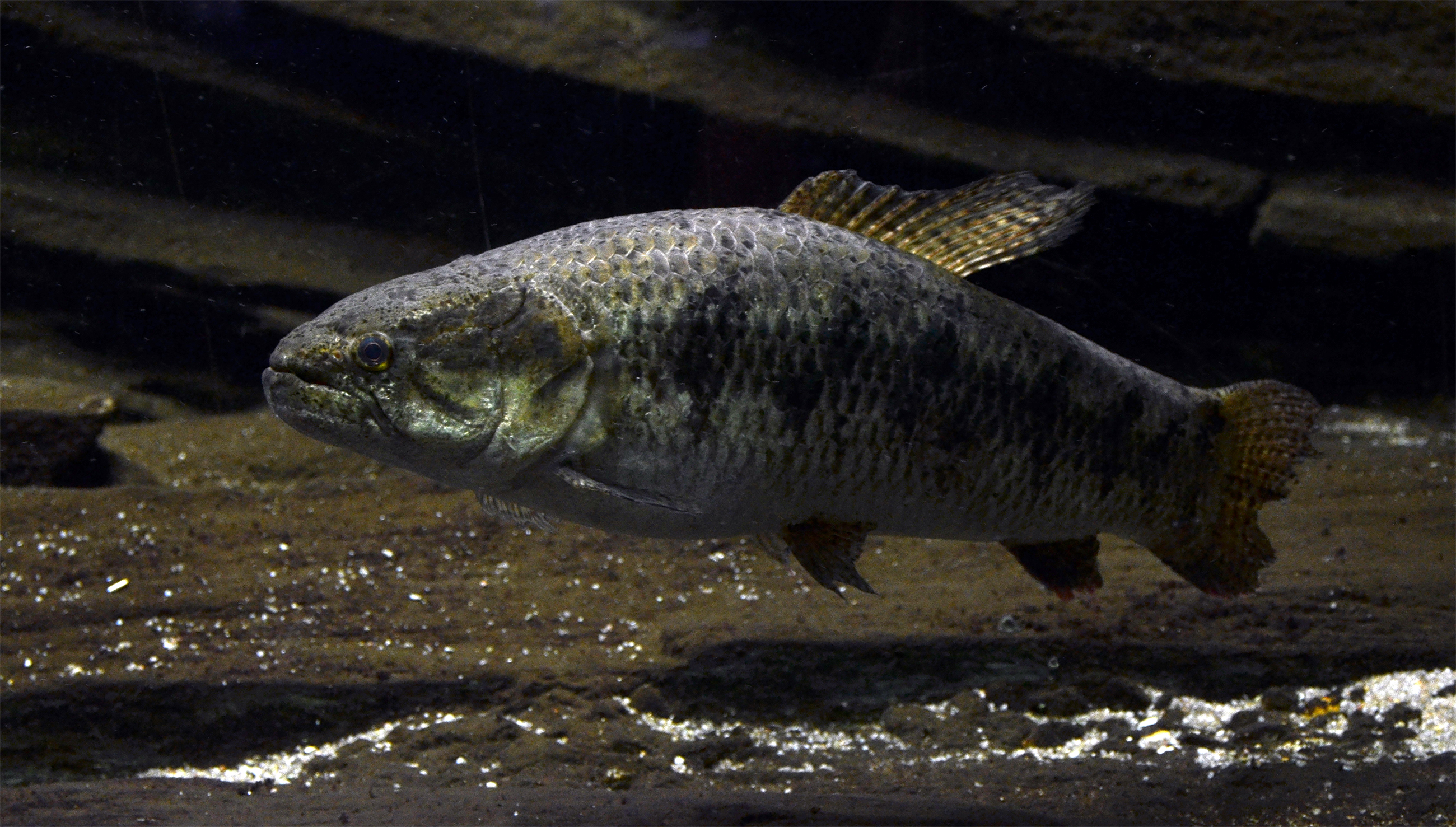
Hoplias malabaricus (Erythrinidae)
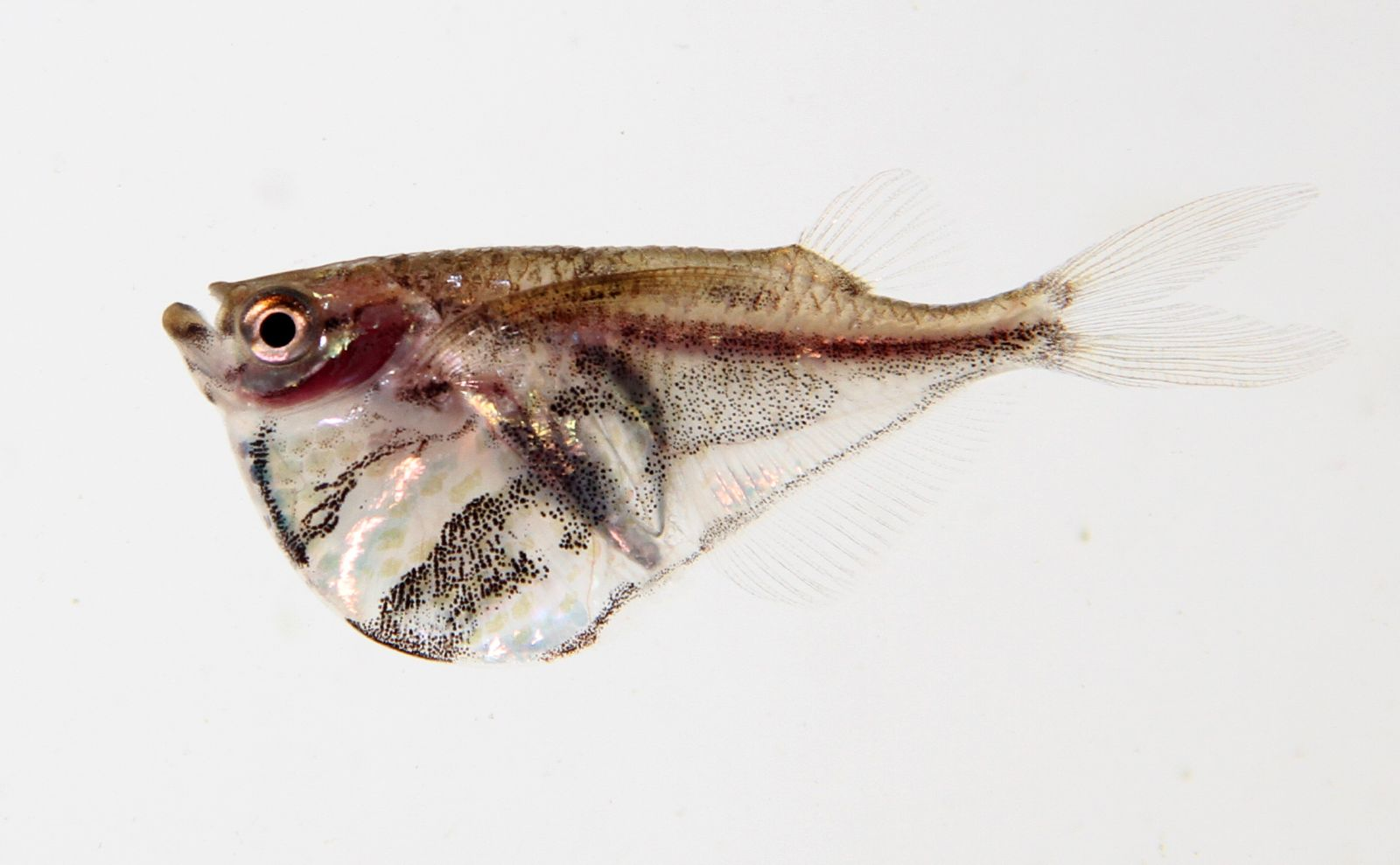
Carnegiella strigata (Gasteropelecidae)
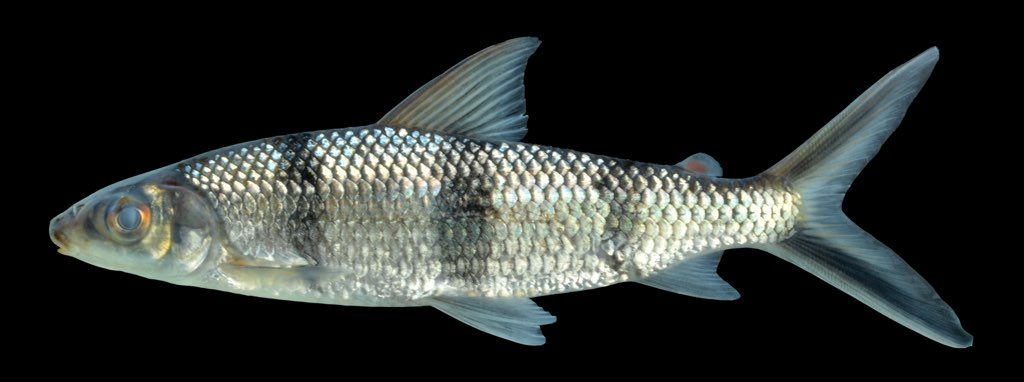
Hemiodus quadrimaculatus (Hemiodontidae)
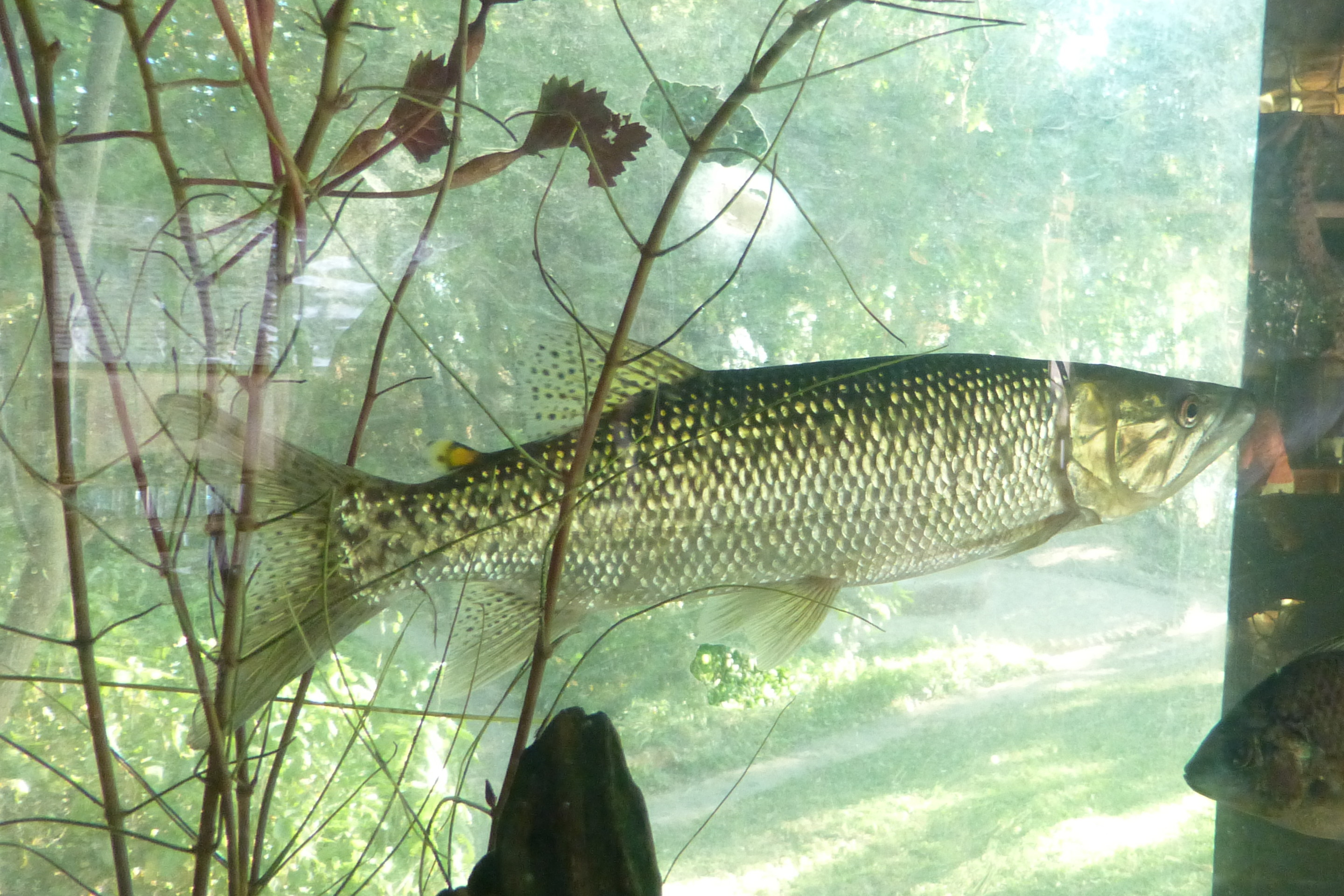
Hepsetus cuvieri (Hepsetidae)
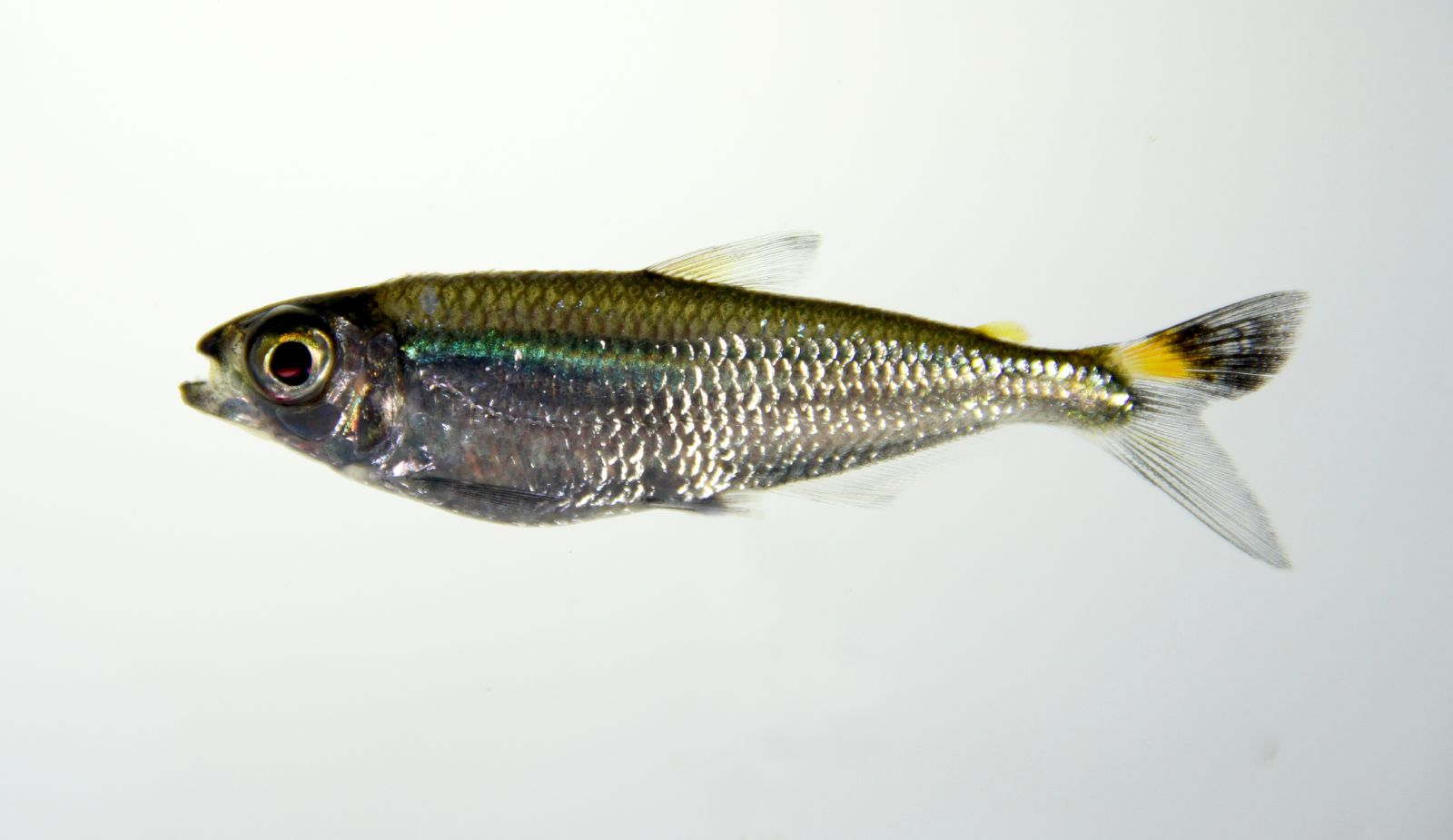
Bryconops cf. caudomaculatus (Iguanodectidae)
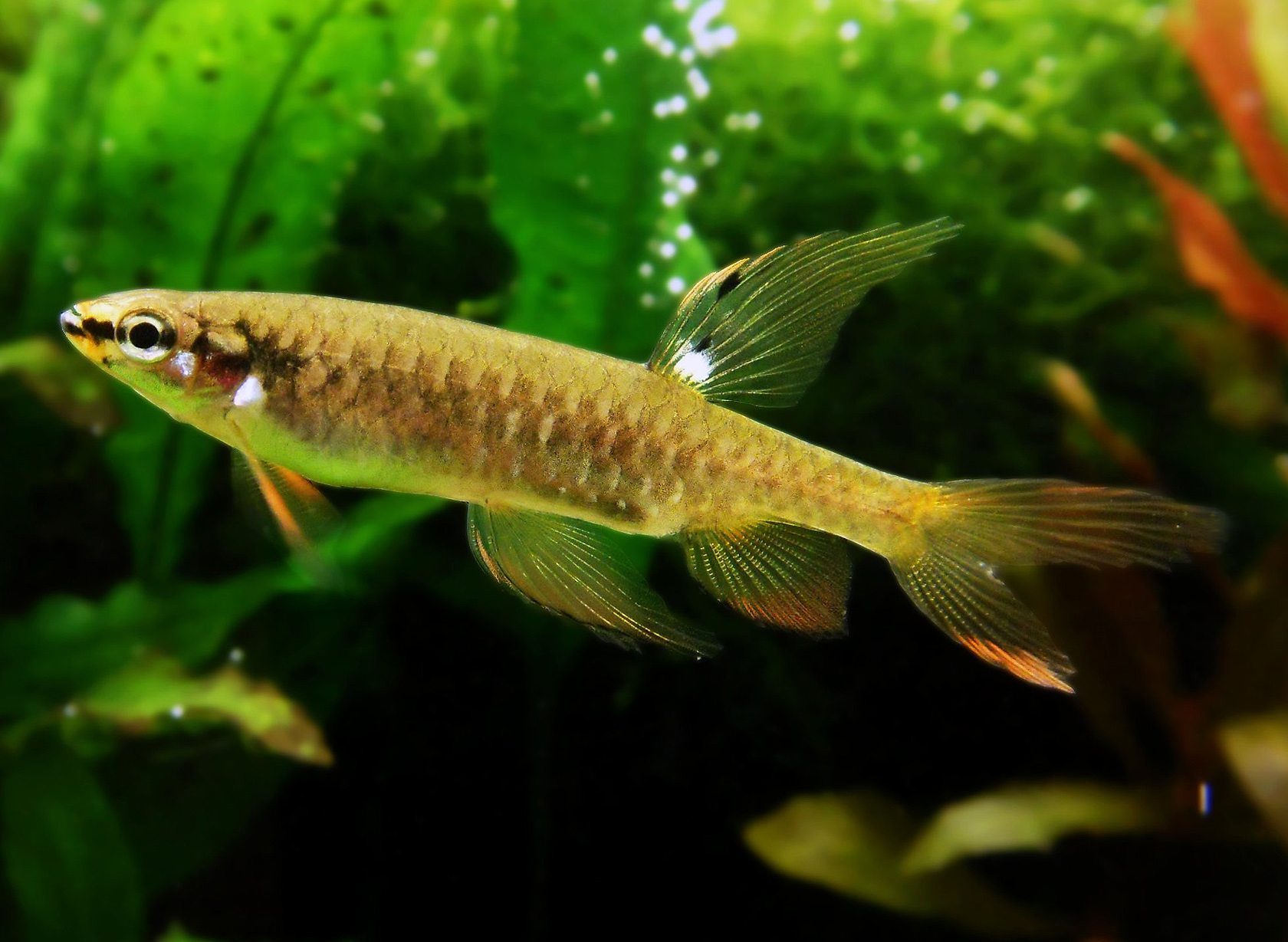
Copella arnoldi (Lebiasinidae)
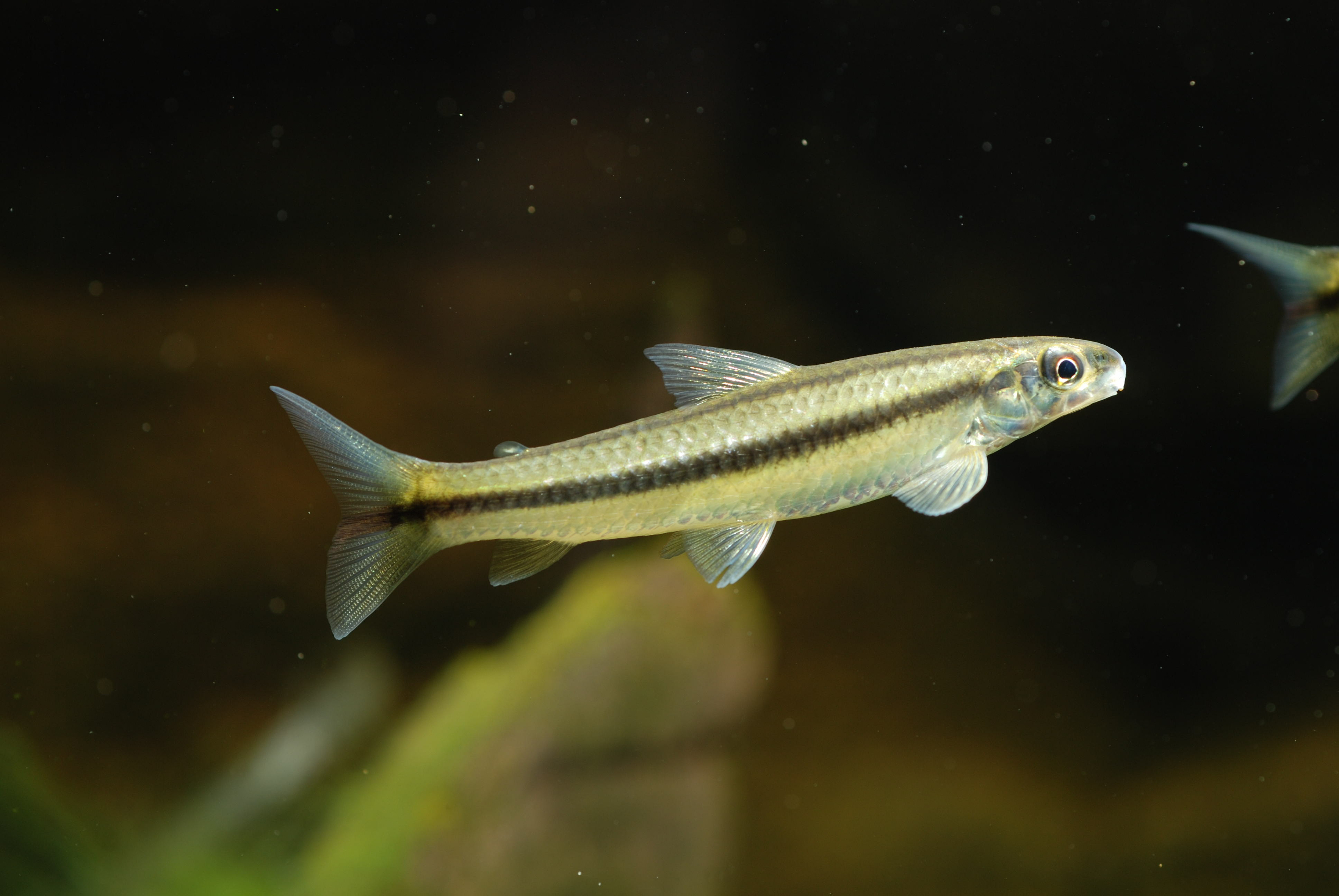
Apareiodon hasemani (Parodontidae)